# Max Brooks
Pour les articles homonymes, voir Brooks.
Œuvres principales
- Guide de survie en territoire zombie
- World War Z
- Attaques répertoriées

Maximillian Michael Brooks, dit Max Brooks, né le 22 mai 1972 à New York, est un écrivain et scénariste américain. Il est fils du réalisateur et acteur Mel Brooks et de la réalisatrice et actrice Anne Bancroft.

## Biographie
Max Brooks est le fils du réalisateur Mel Brooks et de l'actrice Anne Bancroft. Il est diplômé en 1994 au Pitzer College. Il vit à Los Angeles avec sa femme, Michelle, scénariste, et leur fils, Henry.
De 2001 à 2003, Max Brooks est membre de l'équipe créative du Saturday Night Live. 
Max Brooks est l'auteur du Guide de survie en territoire zombie, publié en 2003 aux États-Unis et en 2009 en France. Le livre explique comment survivre à une imminente invasion de zombies et développe le sujet de la pop-culture du « zombie ».
Son livre suivant World War Z, qui traite de la guerre entre les humains et les zombies, est publié en 2006 aux États-Unis puis en 2009 en France. Paramount Pictures acquiert les droits pour une adaptation cinématographique. Plan B Entertainment, la compagnie de production de Brad Pitt, produit le film (Joseph  Michael Straczynski se charge du scénario). Le film World War Z sort à l'été 2013.
Max Brooks a également écrit la préface du comics Raise the Dead, autre œuvre traitant de zombies, sorti en 2008.
En France, Calmann-Lévy publie en 2010 la bande-dessinée Attaques répertoriées illustrée par Ibraim Roberson et scénarisée par Max Brooks.
Il participe à l'écriture de l'histoire du film La Grande Muraille de Zhang Yimou (2016).

## Œuvres

### UniversMinecraft
- L'Île perdue, Castelmore, 2018 ((en) The Island, 2018)
- (en) The Mountain, 2021

### Autres romans et guides
- Guide de survie en territoire zombie : ce livre peut vous sauver la vie, Calmann-Lévy, coll. « Interstices », 2009 ((en) The Zombie Survival Guide, 2003), trad. Patrick Imbert, 318 p.  (ISBN 978-2-7021-3972-1)
- World War Z : Une histoire orale de la Guerre des zombies, Calmann-Lévy, coll. « Interstices », 2009 ((en) World War Z, 2006), trad. Patrick Imbert, 428 p.  (ISBN 978-2-7021-3973-8)
- (en) Closure, Limited and Other Zombie Tales, 2011
- L'Intégrale Z, Orbit, 2013, trad. Patrick Imbert, 814 p.  (ISBN 978-2-36051-070-2)Recueil contenant World War Z, Guide de survie en territoire zombie ainsi que la traduction des quatre nouvelles du recueil Closure, Limited and Other Zombie Tales
- Dévolution, Calmann-Lévy, 2021 ((en) Devolution, 2020), trad. Patrick Imbert, 270 p.  (ISBN 978-2702180754)

### Comics
- Attaques répertoriées, Calmann-Lévy, coll. « Interstices », 2010 ((en) The Zombie Survival Guide: Recorded Attacks, 2009), trad. Patrick Imbert, 144 p.  (ISBN 978-2-7021-4088-8)Illustré par Ibraim Roberson
- (en) G.I. Joe: Hearts and Minds, 2010
- Les Harlem Hellfighters, Pierre de Taillac, 2017 ((en) The Harlem Hellfighters, 2014), trad. Agathe La Roque et Sophie Roser, 200 p.  (ISBN 978-2-36445-081-3)Illustré par Caanan White
- (en) The Extinction Parade, 2014
- (en) A More Perfect Union, 2016
- (en) Germ Warfare: A Very Graphic History, 2019

## Autres participations
Max Brooks a également participé à d'autres productions. En tant qu'acteur, il est apparu dans les séries télé Roseanne, Pacific Blue, et Sept à la maison. Il a également fait du doublage : il a prêté sa voix à des personnages d'animation dans Batman, la relève, Les Aventures de Buzz l'Éclair et La Ligue des justiciers.